# The Holiday
The Holiday er en amerikansk romantisk komedie fra 2006, skrevet, produceret og instrueret af Nancy Meyers. Medvirkende i filmen er blandt andet Cameron Diaz, Jude Law, Kate Winslet og Jack Black.
Filmen havde premiere i New York City den 29. november 2006, før den blev udgivet verdenen over i december. Filmen er distribueret af Columbia Pictures i Nordamerika og af Universal Pictures i resten af verdenen. Det indtjente $205 mio. verdenen over ud fra et budget på $85 mio. Filmen blev modtaget med blandede anmeldelser med positiv kritik af filmens visuelle stil og skuespillernes præstationer, og negativ kritik omkring plottets forudsigelighed.

## Handling
Iris Simpkins, journalist for en avis i London, er stadig ulykkeligt forelsket i sin ekskæreste, Jasper Bloom, til trods for hans utroskab og udnyttelse af hendes følelser. Iris bliver endvidere endnu mere ulykkelig, da Jasper til en firmajulefrokost afslører at han er blevet forlovet med kvinden, han var utro med. Iris beslutter sig herefter at hun må rejse væk for at kunne komme igennem højtiden.
I Los Angeles, Californien, har Amanda Woods, en filmtrailer-producer, netop slået op med sin kæreste, Ethan, efter han har indrømmet at han har været utro med sin unge sekretær. Det afsløres i deres skænderi at Amanda ikke er i stand til at græde, hvilket frustrerer hende meget. Amanda ønsker ligeledes en pause fra hendes hektiske arbejds- og kærlighedsliv og ønsker at rejse langt væk. Amanda og Iris kommer derfor i kontakt med hinanden igennem en hus-bytningsside på internettet, og de aftaler at de vil bytte hus i de næste to uger med start den følgende dag.
Amanda ankommer til Iris' hus i sneklædte og kolde Surrey, England efter megen besvær, og hun begynder hurtigt at kede sig, hvorimod Iris nyder Amandas store hus i varme og solrige Los Angeles. Netop som Amanda har besluttet sig for at pakke og rejse hjem igen den næste dag, møder hun om aftenen inden, Iris' storebror, Graham, der (uvidende om at Iris er taget til Los Angeles) er kommet for at sove sin drikkerus ud. De får hver især sympati for hinanden, og beslutter at have et one-night-stand, da de tror at de aldrig skal se hinanden igen. Den næste morgen fortæller Amanda om sine planer om at rejse hjem. Graham er tydeligvis skuffet, men inviterer hende ud om aftenen, hvis hun skulle ændre mening. Om aftenen ser Graham med glæde at Amanda venter på ham ved pubben, da hun har ombestemt sig og valgt at blive.
I Los Angeles, støder Iris på sin ældre nabo, Arthur Abbottt, en Oscar-vindende manuskriptforfatter, og over en venskabelig middag, fortæller Iris om sine problemer med Jasper. Arthur giver hende en liste med film med stærke kvindelig hovedroller, så hun kan blive inspireret til selv at blive "den kvindelige frontfigur i sit eget liv". Iris overtaler Arthur til endelig at deltage i en æresceremoni, der er planlagt for ham af Writers Guild of America West og hun træner med ham, så han kan blive stærk nok til at gå uden sit gangstativ. Iris bliver i mellemtiden også venner med Miles, en musiker og en af Ethans kollegaer, som dater den aspirerende skuespiller Maggie. Imens Iris og Miles kigger efter film i en videobutik, ser Miles Maggie med en anden mand, og de går fra hinanden. Iris fortæller om sine egne problemer med Jasper og Iris og Miles holder en julemiddag sammen.
I Surrey, bliver Amanda og Graham tættere, og hun fortæller at hun ikke har kunnet græde siden hendes forældres skilsmisse, da hun var 15 år gammel. Hun overrasker Graham hjemme ved ham selv en aften, og opdager, at han er enkemand og har to små døtre. Han forklarer sin hemmelighed med at han ikke ønsker at blande sit privat- og kærlighedsliv før han ved om et eventuelt forhold kan holde til det. Amanda og Graham begynder at overveje om deres forhold er stærkt nok.
På dagen for Arthurs æresceremoni, opsøger Maggie Miles med ønske om at de skal finde sammen igen, men Miles afviser. Jasper overrasker samtidig også Iris i Los Angeles, men efter at have set Arthurs film, får Iris mod til at sige fra over Jasper og smider ham ud. Ved æresceremonien går Arthur selv op på scenen, og Miles spørger Iris ud på en date nytårsaften. Hun siger ja og kysser ham.
I mellemtiden bekender Graham overfor Amanda at han er forelsket i hende, og de beslutter sig for at prøve at indlede et langdistanceforhold. På vej til lufthavnen overmander følelserne Amanda og hun begynder at græde. Hun beslutter sig derfor at vende tilbage til Graham og de beslutter sig for at holde nytårsaften sammen.

På den følgende nytårsaften ses Iris, Amanda, Graham, Miles og Grahams døtre alle glædeligt at fejre aftenen i Grahams hus. 

## Skuespillere
- Cameron Diaz som Amanda Woods
- Kate Winslet som Iris Simpkins
- Jude Law som Graham Simpkins
- Jack Black som Miles Dumont
- Eli Wallach som Arthur Abbott
- Edward Burns som Ethan Ebbers
- Rufus Sewell som Jasper Bloom
- Miffy Englefield som Sophie
- Emma Pritchard som Olivia
- Sarah Parish som Hannah
- Shannyn Sossamon som Maggie
- Bill Macy som Ernie
- Shelley Berman som Norman
- Kathryn Hahn som Bristol
- John Krasinski som Ben
- Leanne Wilson som Nancy Myers
- James Franco (ukrediteret) som sig selv
- Dustin Hoffman (ukrediteret) som sig selv
- Lindsay Lohan (ukrediteret) som sig selv

## Produktion
Produktionen på The Holiday begyndte i Los Angeles, før den blev flyttet til England i en måned, før optagelserne blev afsluttet tilbage i Los Angeles. Størstedelen af optagelserne foregik i Brentwood-området i vestområdet af Los Angeles, hvor de rigtige Santa Ana-vinde skulle have givet Meyers og hendes hold så varme vinterdage som fortalt i manuskriptet.  Selvom Amandas hus er i Brentwood, er udendørsscenerne med de indhegnede arealer faktisk filmet i San Marino. Scenerne filmet indendørs i Amandas hus er filmet i Sony Pictures Studios i Culver City. De øvrige Los Angeles-lokationer, inklusiv Arthurs hus i Brentwood og Miles' hus, er lokaliseret i Neutral Place i Silver Lake-området.
Optagelserne i England, var delvist optaget i Godalming or Shere, en by og landsby i Surrey-county i Sydøstengland, som kan dateres helt tilbage til 11.hundredetallet. Iris' hus' udvendige facade blev bygget i stil lig med St James Church i Shere. Produktionsholdet havde fundet et faktisk passende hus til optagelserne, men huset var for langt væk fra London, så de valgte at bygge et replika i stedet.
Optagelserne til filmen begyndte den 4. januar 2006, og blev afsluttet den 15. juni.

## Modtagelse
Filmen gik direkte ind på en tredje plads i det amerikansk box office-system med en indtjening på knap $13 mio. efter første åbningsuge. Filmen indtjente The Holiday $63 mio. i Nordamerika, og $142 mio. verdenen over, alt i alt $205 mio. mod et budget på $85 mio. og en beregnet udgift til reklamer på $35 mio. The Holiday blev den tolvte bedste indtjente film i 2000'erne med en kvindelig instruktør. 

## Trivia
- Dustin Hoffman optræder i scenen, hvor Iris og Miles mødes i videobutikken og Miles snakker om filmen The Graduate. Ifølge Hoffman var denne optræden ikke med i manuskriptet og var slet ikke forventet. Han var på ind til Blockbuster efter en film, da han så al lyset derind, hvorefter han fandt ud af at der var ved at blive optaget en film. Han kendte instruktøren Nancy Meyers, som opdigtede en scene med ham.
- Lindsay Lohan og James Franco spiller begge ukrediteret med i den forfilm, som Cameron Diaz' rolle arbejder på.
- I videobutik-scenen synger Miles soundtracket til Driving Miss Daisy komponeret af Hans Zimmer. Hans komponerede og producerede også musikken til The Holiday. Jack Black gjorde senere grin med denne film i filmen Be Kind, Rewind.
- Da Iris går ind i Arthurs hus, og hun opdager en Oscar-statuette, udbryder hun: "wow!". Dette kunne måske have forbindelse med Kate Winslets fem Oscar-nomineringer, uden at hun dog har vundet noget. Oscaren der står i Arthurs hjem er en kopi, med nogle små ændringer, da Academy har forbudt brug af ægte statuetter i alle former for tv-medie.
- Den film Iris vælger da hun ser Amandas film igennem, vælger hun Punch-Drunk-Love, to disk special udgaven. Også imens Iris ser Amandas film igennem, kan man på en hylde tydeligt se filmen Enigma, som Winslet har medvirket.
- Filmen var skrevet specielt til de fire skuespillere: Cameron Diaz, Kate Winslet, Jude Law og Jack Black.

## Eksterne links
- Officiel hjemmeside Arkiveret 12. december 2010 hos  Wayback Machine
- The Holiday på Internet Movie Database (engelsk)
- The Holiday på Filmdatabasen
- The Holiday på Scope
- The Holiday i Svensk Filmdatabas (svensk)
- The Holiday på AlloCiné (fransk)
- The Holiday på MovieMeter (nederlandsk)
- The Holiday på AllMovie (engelsk)
- The Holiday hos American Film Institute (engelsk)
- The Holiday på Turner Classic Movies (engelsk)
- The Holiday på The Movie Database (engelsk)